# Тангале (подгруппа языков)
Тангале (также южные боле, южные боле-тангале; англ. tangale, south bole) — подгруппа языков, входящая в состав группы боле-тангале (боле-тангле) западночадской подветви западночадской ветви чадской семьи. Область распространения — восточные и центральные районы Нигерии (штаты Гомбе, Тараба, Йобе, Баучи, Адамава и Борно). Включает по разным данным от 7 до 9 языков, в числе которых тангале, перо, дера и другие. Общая численность говорящих — около 200 000 человек.
Среди языков подгруппы тангале часто отдельно выделяется язык дера (канакуру), остальные языки при этом образуют объединение языков собственно тангале. В рамках группы боле-тангале (или A.2) подгруппа тангале (южная подгруппа) противопоставляется подгруппе языков боле (северной подгруппе).
На языках тангале, перо, дера и пийя-квончи развивается письменность на основе латиницы, остальные языки бесписьменные.

## Классификация
В классификации афразийских языков британского лингвиста Р. Бленча языки тангале (южные боле) разделены на два кластера — первый включает шесть языков, второй представлен только одним языком — дера (канакуру):
- кваами, перо, пийя-квончи, кхолок, ньям, годжи (куши), кутто, тангале;
- дера (канакуру).

В классификации, представленной в справочнике языков мира Ethnologue, отдельно выделяются язык дера и языки собственно тангале:
- дера: дера;
- собственно тангале: куши, кутто, кваами, перо, пийя-квончи, тангале.

Языки кхолок и ньям в Ethnologue включены в подгруппу боле.
Чешский лингвист В. Блажек объединяет в подгруппу тангале языки тангале, перо и дера.
В классификации, основанной на работах П. Ньюмана, Р. Шу и У. Цох (в базе данных по языкам мира Glottolog), представлены следующие языки и диалекты:
- дера (гаси, шани, шеллен);
- ядерные тангале:
  - куши;
  - перо;
  - пийя-квончи (квончи, пийя);
  - тангале-квами-купто:
    - квами-купто: кутто, кваами;
    - тангале (билири, калтунго, шонгом, туре).

В классификации, опубликованной в работе С. А. Бурлак и С. А. Старостина «Сравнительно-историческое языкознание», в составе группы боле-тангале как самостоятельные языки отмечены идиомы чонге и шеллен. Во всех остальных классификациях чадских языков они рассматриваются как диалекты языков куши (чонге) и дера (шеллен).

## Лингвогеография

### Ареал и численность
Область распространения языков тангале размещается в районах восточной и центральной Нигерии. Она включает основной ареал, в который входят области распространения языков кваами, тангале, перо, куши и пийя-квончи, и два обособленных ареала — ареал языка кутто и ареал языка дера. Основной ареал расположен в юго-западной части территории штата Гомбе и в ряде районов штата Тараба, примыкающих к штату Гомбе. К северо-востоку от основного ареала на границе штатов Гомбе, Йобе и Баучи размещён ареал языка кутто. К востоку от основного ареала на границе штатов Борно и Адамава размещён ареал языка дера.
Общая численность говорящих на языках тангале по оценкам разных лет составляет около 200 000 человек. Наиболее распространённым по числу носителей является язык тангале (130 тыс. чел., 1995). Число говорящих на каждом из остальных языков не превышает 25 тыс. чел.: на языке перо говорит 25 тыс. чел., 1995, на языке дера — 20 тыс. чел., 1973, на языке куши — 11 тыс. чел., 1995, на языке квами — 10 тыс. чел., 1990, на языке пийя-квончи — 5 тыс. чел., 1992, на языке кутто — 3 тыс. чел., 1995.

### Социолингвистические сведения
Наиболее распространённым по числу носителей и охвату ареала среди языков подгруппы тангале является язык тангале. На нём говорят не только представители этнической общности тангале — как вторым языком им владеют представители других народов и этнических групп в штате Гомбе. В частности, на языке тангале говорят носители западночадского языка пийя-квончи и бенуэ-конголезского джукуноидного языка хоне.